# Halina Plewińska
Halina Franciszka Plewińska (ur. 1929 w Ostrowcu Świętokrzyskim, zm. 14 sierpnia 2021) – polska stomatolożka, prof. dr hab. n. med.

## Życiorys
Urodziła się w 1929 r. w Ostrowcu Świętokrzyskim. W 1952 roku ukończyła studia na Akademii Medycznej w Łodzi i po studiach pracowała na tej samej uczelni m.in. jako kierowniczka Kliniki Chirurgii Szczękowo-Twarzowej (1994–2000) i prodziekan ds. Studenckich Oddziału Stomatologicznego. Była też łódzkim konsultantem wojewódzkim w dziedzinie chirurgii szczękowo-twarzowej. Prof. dr hab. n. med. Rozwijała łódzką szkołę chirurgii ortognatycznej i prowadziła badania w zakresie budowy żuchwy u osób dotkniętych progenią i opracowała własną technikę operacyjną plastyki mięśni żwaczy pozwalającą uniknąć nawrotów progenii.
Zmarła 14 sierpnia 2021 r.